# ملعب جيجو
ملعب جيجو (بالإنجليزية: Jeju Stadium)‏ هو ملعب كرة قدم متعدد الأغراض يقع في مدينة جيجو، جيجو، كوريا الجنوبية، يتسع لـ 20,053 متفرج.

## التاريخ
تم وضع حجر الأساس للملعب في 1968. افتتح الملعب في 1969.